# Interlexem
Das Interlexem (lateinisch inter ‚zwischen‘, altgriechisch λέξις léxis ‚Wort‘) ist ein Terminus der Sprachwissenschaft, insbesondere der Semantik und der Lexikologie.

## Begriffsbestimmung
Ein Lexem umfasst alle grammatischen Varianten eines Begriffs in einer Sprache. Lexeme unterschiedlicher Sprachen, die klanglich und bedeutungsmäßig weitgehend übereinstimmen, bilden ein Interlexem. Dabei darf die Schreibweise unterschiedlich sein.

## Beispiele
Ein Teil des Lexems des Begriffs „singen“ in der deutschen Sprache:
- (ich) singe
- (du) singst
- (er, sie oder es) singt
- (wir) singen
- (ihr) singt
- (sie) singen

Die in Klammern gesetzten Wörter sind nicht Bestandteile des Lexems.
Der Sprachwissenschaftler Johannes Volmert nennt die folgenden Beispiele für Interlexeme mit unterschiedlichen Graden der Übereinstimmung.
- sehr hohe Übereinstimmung sowohl auf phonetischer als auch auf graphemischer Ebene, z. B.:
  - dt. Festival, Fiasko
  - franz. festival, fiasco
  - ital. festival, fiasco
  - span. festival, fiasco
  - engl. festival, fiasco
  - russ. festival’, fiasko
- weitgehende graphemische Übereinstimmung mit z. T. erheblichen Abweichungen in der phonetischen Realisierung, z. B.:
  - dt. Figur, feudal
  - franz. figure, féodal
  - ital. figura, feudale
  - span. figura, feudal
  - engl. figure, feudal
  - russ. figura, feodal’nyj
- Übereinstimmung mit stark differierendem lexikalischen Akzent, z. B.:
  - dt. Télefon
  - franz. téléphone
  - ital. telefono
  - span. teléfono
  - engl. telephone
  - russ. telefon
- weitgehende phonetische Übereinstimmung mit unterschiedlicher graphemischer Realisierung, z. B.:
  - dt. Farce, Fassade
  - franz. farce, facade
  - ital. farsa, facciata
  - span. farsa, fachada
  - engl. farce, facade
  - russ. fars, fasad
- fließende Übergänge zwischen Übereinstimmung und Nichtübereinstimmung (sowohl in graphemischer und phonetischer als auch in morphologischer Hinsicht), z. B.:
  - dt. Flanke, Filz, fixieren, frankieren
  - franz. flanc, feutre, fixer, affranchir
  - ital. fianco, feltro, fissare, (af)francare
  - span. fianco, fieltre, fijar, franquear
  - engl. flank, felt, fix, frank
  - russ. flang, fetr, fiksirovat’, frankirovat’